# Binnenmarkt
Als Binnenmarkt wird in der Volkswirtschaftslehre ein abgegrenzter Wirtschaftsraum mit weitgehend homogenen Marktbedingungen bezeichnet, der durch den freien Verkehr von Waren, Dienstleistungen, Kapital und Arbeitnehmern sowie eine angeglichene Rechtsordnung gekennzeichnet ist. Da sich dieser Wirtschaftsraum häufig mit den Grenzen eines Staates deckt, wird der Begriff Binnenmarkt oft als Bezeichnung für den nationalen Markt verwendet – im Gegensatz zum Welt- oder Exportmarkt.

## Allgemeines
Für einen Binnenmarkt, der durch die wirtschaftliche Integration verschiedener Staaten entstanden ist, wird – mitunter synonym – die Bezeichnung Gemeinsamer Markt verwendet, wobei Gemeinsamer Markt auch einen noch nicht voll verwirklichten Binnenmarkt bezeichnen kann. Das aktuell fortgeschrittenste Beispiel für die wirtschaftliche Integration vormals nationaler Volkswirtschaften ist der Europäische Binnenmarkt, der durch die Europäische Wirtschaftsgemeinschaft geschaffen wurde und eine der Grundlagen der Europäischen Union bildet. Diese ist zugleich nach den USA der weltweit zweitgrößte Binnenmarkt, gefolgt von der Volksrepublik China,  Japan und Indien.

## Binnenmarkt als Wirtschafts- und Rechtsbegriff
Binnenmarkt ist nicht nur eine Wirtschaftsform, sondern auch ein Rechtsbegriff. Denn ein Binnenmarkt entsteht nicht automatisch von alleine. Er ist ein hoch entwickeltes und komplexes wirtschaftliches und rechtliches Wettbewerbs- und Leistungssystem, dessen Herstellung und Funktionen oft gegen vielfältige Widerstände von Staaten, Unternehmen und Arbeitnehmern oder Verbrauchern durchgesetzt werden müssen. Als Rechtsbegriff umfasst der Binnenmarkt einen Raum ohne Binnengrenzen, in dem der freie Verkehr von Waren, Personen, Dienstleistungen und Kapital gemäß den Bestimmungen der Verträge gewährleistet ist (Art. 26 Abs. 2 AEUV).
Ein vollkommener Binnenmarkt setzt voraus, dass jegliche Transporthemmnisse eliminiert werden. Zum einen bezieht sich dies auf Märkte für Endgüter, deren Handel durch den Abbau nichttarifärer Handelshemmnisse (z. B. unterschiedliche Qualitätsnormen oder Produktionsstandards) gegenüber der Zollunion noch weiter erleichtert werden muss. Zum andern ist das wichtigste zusätzliche Element eines gemeinsamen Marktes gegenüber der Zollunion die Abschaffung jeglicher Mobilitätshemmnisse bei Arbeitskräften und Kapital. Man spricht daher von einer freien Bewegung der Produktionsfaktoren.

## Begriffsinhalt
Ein Binnenmarkt ist ein Gebiet ohne Grenzen für alles, was sich im wirtschaftlichen Geschehen von einem Ort zu einem anderen bewegen soll, seien es verkaufte Waren und angebotene Dienstleistungen (Binnenhandel), arbeitsuchende Arbeitskräfte (Freizügigkeit auf dem Arbeitsmarkt) oder das notwendige Kapital (gemeinsamer Finanzmarkt).
Das wirtschaftliche Geschehen in einem Binnenmarkt wird durch viele Gesetze, Verordnungen und Normen geregelt, z. B. über Arten und Höhe von Steuern, über die Zulassung von Lebensmitteln, über staatliche Sozialleistungen usw. Sie sind zum großen Teil verschieden von Regulierungen anderer Binnenmärkte, zum Teil sogar absichtlich entgegengerichtet, um die Wirtschaft innerhalb des Binnenmarktes vor Konkurrenz von außen zu schützen.
Ein gemeinsamer Binnenmarkt entsteht also noch nicht, wenn zwei oder mehrere Staaten untereinander nur sämtliche Zölle aufheben und eine Freihandelszone oder eine Zollunion bilden. Auch dann bleiben ihre Grenzen unter staatlicher Kontrolle, können Güter, Dienstleistungen, Kapital und Personen nicht frei von einem Staat in den anderen gelangen, gibt es keine – oder nur eingeschränkte – Freizügigkeit für Arbeitnehmer sowie keine Niederlassungsfreiheit für Handwerker und Unternehmen. Alle diese Beschränkungen müssen in einem gemeinsamen Binnenmarkt aufgehoben sein.

## Methoden
Grundsätzlich stehen drei Methoden zur Schaffung eines Binnenmarktes zur Verfügung.
Zunächst sollen zur Errichtung des Binnenmarktes die Rechts- und Verwaltungsvorschriften der Mitgliedstaaten angeglichen werden. Angleichung bedeutet Harmonisierung von nationalen Vorschriften. Die Angleichung bzw. Harmonisierung stellt keine Vereinheitlichung des nationalen Rechts dar. Der Grundsatz der Verhältnismäßigkeit ist zu beachten. Nur im Ausnahmefall ist es denkbar, dass eine Totalharmonisierung erforderlich ist. Dies könnten Richtlinien, Verordnungen oder Entscheidungen sein. Am geeignetsten dürften Richtlinien sein, welche das Ziel verbindlich vorgeben, die Ausgestaltung aber den einzelnen Mitgliedstaaten überlassen.
Weiterhin kann im Einzelfall auch die Methode der Rechtsvereinheitlichung durch einheitliches Recht in den Mitgliedstaaten in Betracht kommen. Die hierfür am besten geeignete Maßnahme ist die Verordnung. Eine Rechtsvereinheitlichung durch eine Verordnung ist immer dann geboten, wenn die bloße Annäherung nationaler Rechtsvorschriften nicht ausreicht, um binnenmarktähnliche Verhältnisse zu schaffen.
Neben den bisher genannten Methoden kann eine weitere Methode zur Beseitigung von Schranken innerhalb der Mitgliedstaaten angewandt werden. Es handelt sich hierbei um das Anerkennungsprinzip. Dabei werden die mitgliedstaatlichen Rechts- und Verwaltungsvorschriften, die noch nicht angeglichen wurden, als den Vorschriften der anderen Mitgliedslandes gleichwertig anerkannt werden. Das Prinzip der gegenseitigen Anerkennung beruht auf der Idee der grundsätzlichen Gleichwertigkeit von Bestimmungen zum Schutze bestimmter Rechtsgüter. Beispielsweise wurde im Europäischen Binnenmarkt durch das Cassis-de-Dijon-Urteil des Europäischen Gerichtshofs das Anerkennungsprinzip allgemein etabliert, ehe mit der Einheitlichen Europäischen Akte auch die Rechtsvereinheitlichung eingeleitet wurde.

## Entwicklung der Wirtschaftsräume

### USA
Der Außenhandel und die globalen wirtschaftspolitischen Maßnahmen der Vereinigten Staaten haben sich in den zwei Jahrhunderten seit Entstehen des Landes dramatisch verändert. In der Gründerzeit konzentrierten sich Staat und Wirtschaft hauptsächlich auf die Entwicklung der Binnenwirtschaft, unabhängig davon, was im Ausland geschah. Seit der Weltwirtschaftskrise in den 1930er-Jahren und dem Zweiten Weltkrieg setzte sich das Land für den Abbau von Handelsschranken und die Koordinierung des Weltwirtschaftssystems ein. Die Amerikaner sind überzeugt, dass Handel das Wirtschaftswachstum, die soziale Stabilität und die Demokratie in einzelnen Ländern sowie Wohlstand, Rechtsstaatlichkeit und Frieden in den internationalen Beziehungen fördert. Die Vereinigten Staaten unterstützen daher die Handelsliberalisierung. Sie waren maßgeblich am Abschluss des Allgemeinen Zoll- und Handelsabkommens (GATT), einem internationalen Kodex für Zoll- und Handelsregeln, beteiligt.

### Japan
Japan bleibt bis auf weiteres die führende Wirtschafts- und Technologiemacht Asiens und nach den USA und China die drittstärkste Wirtschaftsnation der Welt. Japan erwirtschaftete 2007 gut 9 % des Welteinkommens, mehr als die aufstrebenden Volkswirtschaften Chinas und Indiens zusammen. Mit einer Bevölkerung von 125,7 Mio. erwirtschaftet Japan ein Bruttosozialprodukt von 4,94 Bio. USD (2021, im Vergleich Deutschland 4,26 Bio. USD). Aufgrund der geographischen Nähe profitiert die japanische Industrie in besonderem Maße vom wirtschaftlichen Aufstieg Asiens. Japans Industrie nutzt die Märkte in China oder Südostasien nicht nur als Produktionsplattform, sondern hat dort inzwischen effiziente und zunehmend durch bilaterale Freihandelsabkommen abgesicherte Wertschöpfungsnetzwerke aufgebaut und so ihre internationale Wettbewerbsfähigkeit gestärkt.

### China
Der schrittweise Übergang zu einer immer stärker marktwirtschaftlichen Orientierung hat große Wachstumskräfte in China freigesetzt. Die konsequente Wachstumspolitik hat eine Aufbruchstimmung und damit Eigendynamik geschaffen, die angesichts der Größe Chinas und seines Aufholpotentials noch lange anhalten dürften. Seit den 1980er und frühen 1990er Jahren waren die Zuwachsraten zwar etwas zurückgegangen, doch meldet die Volksrepublik in den vergangenen Jahren Wirtschaftsdaten, um die sie von den Nachbarstaaten und Konkurrenten beneidet wird: China ist inzwischen die zweitgrößte Volkswirtschaft und größte Handelsnation der Welt. Trotz eines durchschnittlichen Pro-Kopf-Inlandsprodukts von über 12.500 Dollar (Stand 2021) bleibt es jedoch das größte Schwellenland wirtschaftlicher Entwicklung. China hat mittlerweile Deutschland als Exportweltmeister abgelöst.

### Indien
Mit 9 % Wachstum im abgelaufenen Haushaltsjahr 2007/2008 (durchschnittlich 8,8 % in den letzten 7 Jahren) ist Indien die nach China weltweit am stärksten expandierende Volkswirtschaft. Bei derzeit 1,1 Mrd. Einwohnern wird es bis zur Mitte des Jahrhunderts voraussichtlich nicht nur das bevölkerungsreichste Land der Erde sein, sondern auch mit seinem Bruttoinlandsprodukt nach China und USA an dritter Stelle liegen.

### Europa
Der Binnenmarkt ist das Herzstück der europäischen Integration und hat zu wichtigen Wachstums- und Beschäftigungsschüben geführt. Nach Angaben der Europäischen Kommission hat der Europäische Binnenmarkt seit seiner Gründung im Januar 1993 mehrere Millionen neue Arbeitsplätze geschaffen und für einen zusätzlichen Wohlstand im Wert von über 800 Milliarden Euro gesorgt. Dank der Binnenmarktvorschriften kosten Telefonate innerhalb Europas heute nur noch einen Bruchteil dessen, was sie vor zehn Jahren gekostet haben; viele Flugpreise in Europa sind deutlich gefallen, und viele neue Flugverbindungen wurden geschaffen; Haushalte und Unternehmen in der EU können heute ihre Strom- und Gasversorger frei wählen.

## Wirtschaftliche Aspekte
Der Begriff des Binnenmarktes wird auch zur Unterscheidung eines nationalen Marktes innerhalb eines Staates vom Weltmarkt verwendet. Daraus lässt sich folgende Aggregationsebene je nach Verbreitung eines Marktes ableiten:
| Marktform   | Marktpreis       | ökonomische Ebene |
| ----------- | ---------------- | ----------------- |
| Wochenmarkt | lokaler Preis    | Mikrodaten        |
| Binnenmarkt | Binnenmarktpreis | Mesodaten         |
| Weltmarkt   | Weltmarktpreis   | Makrodaten        |

Die Marktpreise gehören zu den wichtigsten Marktdaten. Stimmen Weltmarktpreis und Binnenmarktpreis (zufällig) überein, so liegt ein Marktgleichgewicht vor. Liegt der Weltmarktpreis über dem Gleichgewichtspreis auf dem Binnenmarkt, so wird die inländische Produktion ihr Güterangebot im Rahmen der Angebotskurve ausdehnen, umgekehrt wird die inländische Güterproduktion sinken oder eingestellt, weil der Weltmarktpreis niedriger ist als der Binnenmarktpreis.
Thomas Piketty weist – basierend auf langjährigen eigenen Untersuchungen – darauf hin, dass der freie Kapitalverkehr nicht die wirtschaftliche Konvergenz von Ländern gefördert hat, sondern eher die Unterschiede durch Umverteilungseffekte verschärft. Die Öffnung der Güter- und Dienstleistungsmärkte habe für die Integration von Staaten in die Weltwirtschaft eine weit größere Bedeutung als der freie Kapitalverkehr wie das Beispiel Chinas zeige, das bis heute den Kapitalverkehr beschränkt, aber dennoch eine hohe Rate der Kapitalakkumulation und hohe Produktivitätszuwächse erzielt. Auch die Gewinne aus einer Öffnung selbst großer Länder für das Bruttoweltprodukt seien gering und könnten die Effekte der Umverteilung auf die Verliererländer kaum aufwiegen.